# Catenoteísmo
O termo catenoteísmo, cunhado pelo filólogo Max Müller, refere-se à adoração de um deus de cada vez. Está intimamente relacionado ao henoteísmo, isto é, à adoração de um único deus sem negar a existência de outros. Müller criou o conceito em referência aos Vedas, no qual cada divindade é tratada como se ele fosse o deus supremo em cada hino.

## Etimologia e aplicação
O catenoteísmo é uma forma mais específica de henoteísmo e refere-se à adoração sucessiva de deuses supremos e ao fato de que cada um deles é responsável por uma determinada função no cosmos. Vem do grego καθ᾽ ἕνα, "um de cada vez" e θεός, "deus", acrescido à partícula -ismo. Nos Vedas, o termo descreve a certa igualdade que existe entre os deuses do panteão hindu e o possível monismo que é cancelado em cada invocação. Nas palavras de Wendy Doniger, isso permite a existência de um pluralismo eclético nesse culto, porque cada devoto pode usar e conhecer mais de um hino. Nessas composições, o mesmo elogio é frequentemente reutilizado para abordar mais de um deus. Por isso, cada um se torna "o melhor" simultaneamente com os outros.
Por outro lado, está associado ao danastutis, um deus benfeitor que atua sobre as condições materiais de seu adorador e recebe um agradecimento exagerado antecipadamente; Esse tratamento poderia ser visto como uma maneira materialista de obter bens mundanos através de uma divindade. De qualquer forma, essa figura quase não está presente no Rig Veda, pois consiste em uma lógica do tipo do-ut-des, na qual o homem deve oferecer algo à divindade para obter algo em troca, seja em sentido material ou não. A noção de catenoteísmo também está ligada a um conceito-chave de bhakti: a noção de ishta devata. Isso se deve porque, por um momento, o adorador se afasta das outras divindades, sem negá-las, e se concentra exclusivamente em uma enquanto dura sua oração. Algo semelhante é observado nas Upanixadas.
O termo "henoteísmo", intimamente relacionado ao catenoteísmo, foi cunhado por Max Müller em 1870. O conceito de "catenoteísmo", em princípio, só foi aplicado e criado ad hoc para a cultura da Índia. No entanto, seu uso se estendeu às religiões mesopotâmicas e à Grécia antiga. O catenoteísmo é um estágio de transição do henoteísmo para o politeísmo. No henoteísmo, um único deus é adorado como supremo, sem esconder a existência de outros. Por outro lado, no catenoteísmo, a noção do deus supremo é eliminada, porque todas as divindades são o único deus por sua vez; Isso prepara a entrada para o politeísmo, no qual todos os deuses têm a mesma hierarquia. Portanto, o catenoteísmo poderia ser definido como a "equalização dos deuses". Esse movimento corresponde a civilizações antigas, como a sociedade romana da época de Augusto, que passou por um estágio catenoteísta como uma transição para o politeísmo. O catenoteísmo, nas palavras de Betty Heimann, "não é uma forma de monoteísmo deteriorada ou deformada, mas de alguma forma uma oposição implícita ao monoteísmo".